# Palais épiscopal de Luçon
Le palais épiscopal de Luçon est un palais épiscopal de la commune française de Luçon du département de la Vendée, dans la région des Pays de la Loire.  

## Histoire
Il a été construit à l'origine au XVIIe siècle et modifié au XVIIIe siècle et XIXe siècle. Le palais épiscopal, situé à côté de la cathédrale, a été ajouté à la liste des monuments de France en tant que monument historique en 1906. Suivront un classement du cloître en 1915 et une inscription partielle des bâtiments du palais épiscopal par arrêté du 31 décembre 1992.
La résidence de l'évêque se trouve sur le site d'un monastère fondé au VIIe siècle, dont il reste la salle capitulaire du XIIIe siècle. Le bâtiment de deux étages, qui a reçu sa façade néoclassique sous l'évêque Richelieu, possède deux tours rondes côté parc, qui servent d'escaliers. L'axe central, avec trois fenêtres en arc de cercle au rez-de-chaussée, est complété par un fronton triangulaire.
Après un incendie en 1753, l'ensemble des bâtiments a été remodelé. D'importants travaux de rénovation et de modernisation ont eu lieu de 1856 à 1879. Pendant cette période, le grand hall de l'étage supérieur a été transformé en bibliothèque, qui compte aujourd'hui environ 40 000 volumes. 